# Steven Naismith
Steven John Naismith (Irvine, 14 september 1986) is een Schots voetballer die als vleugelspeler en als schaduwspits kan spelen. Hij verruilde Norwich City in augustus 2019 voor Hearts, dat hem in het voorgaande anderhalf jaar al huurde. Naismith debuteerde in 2007 in het Schots voetbalelftal.

## Clubcarrière

### Kilmarnock
Naismith debuteerde op 24 april 2004 voor Kilmarnock in de Scottish Premier League tegen Hibernian. Hij maakte zijn eerste doelpunt op het hoogste niveau in februari 2005 tegen Heart of Midlothian.

### Glasgow Rangers
Op 31 augustus 2007 tekende Naismith 19 seconden voor het sluiten van de transfermarkt bij Glasgow Rangers. Hij debuteerde één dag later tegen Gretna. Op 7 november 2007 maakte hij zijn debuut in de UEFA Champions League in Camp Nou tegen FC Barcelona. In vijf seizoenen maakte hij 28 doelpunten in 98 wedstrijden voor de Rangers.

### Everton
Nadat Glasgow Rangers financieel ten onder ging, kreeg Naismith een transfervrije status. Op 4 juli 2012 tekende hij een vierjarig contract bij Everton. Hij debuteerde op 20 augustus 2012 op de openingsspeeldag van het nieuwe seizoen in de met 1–0 gewonnen thuiswedstrijd tegen Manchester United. Hij maakte zijn eerste doelpunt voor The Toffees op 28 oktober 2012 in de Merseyside-derby tegen Liverpool. Naismith speelde in de seizoenen 2012/13, 2013/14 en 2014/15 telkens 31 competitiewedstrijden; hij maakte in zijn eerste seizoen bij Everton vier doelpunten, vervolgd door vijf en gedurende het seizoen 2014/15 was hij zesmaal trefzeker. Op 12 september 2015 maakte Naismith als invaller in een competitieduel tegen titelverdediger Chelsea de eerste hattrick in zijn profcarrière (3–1-overwinning).

## Interlandcarrière
Naismith werd voor het eerst opgeroepen voor het Schots voetbalelftal in juni 2007. Hij debuteerde voor Schotland in de EK-kwalificatiewedstrijd op 6 juni 2007 tegen de Faeröer (0–2 winst). Op 12 oktober 2010 maakte hij zijn eerste interlanddoelpunt in een EK-kwalificatiewedstrijd tegen Spanje in Glasgow. Op 6 september 2011 maakte hij het enige doelpunt in een EK-kwalificatieduel tegen Litouwen. Sinds 2010 is Naismith een vaste waarde in het Schots elftal.

## Erelijst
| Kampioen Scottish Premier League | 3x | 2008/09, 2009/10, 2010/11 |
| Scottish Cup                     | 1x | 2008/09                   |
| Scottish League Cup              | 2x | 2009/10, 2010/11          |

1 McGregor ·
2 Hutton ·
3 Whittaker ·
4 Hanley ·
5 Martin ·
6 Maloney ·
7 Morrison ·
8 McArthur ·
9 Griffiths ·
10 Snodgrass ·
11 Bannan ·
12 Gilks ·
13 Conway ·
14 Naismith ·
15 Webster ·
16 Rhodes ·
17 Mackay-Steven ·
19 Burke ·
20 Armstrong ·
21 Marshall ·
22 Jack ·
23 Watt ·
Coach: Strachan